# Ffyona Campbell
Ffyona Campbell nacida en Totnes, Devon, Inglaterra en 1967 es una viajera a pie de larga distancia británica, primera mujer que dio la vuelta al mundo caminando. Cubrió 31.521 kilómetros en 11 años y reunió 180.000 libras para una causa solidaria. Escribió sobre su experiencia en una serie de tres libros.

## Infancia
Nació en 1967, en una familia de larga tradición en la Marina Real británica. Durante su niñez y adolescencia los Campbell se mudaron de casa 24 veces, lo que motivó que Ffyona asistiera a 15 escuela diferentes.

## Travesías
Después de salir de casa y de la escuela a los 16 años, consiguió el patrocinio necesario para hacer la ruta desde John o' Groats, Escocia, hasta Land's End, en el extremo sur de Inglaterra (recorrido conocido en el Reino Unido como Land's End a John o' Groats). Recorrió unos 40 km diarios, seis días a la semana, completando el recorrido en 49 días, siendo la persona más joven que lo había hecho hasta ese momento. Mediante el patrocinio del London Evening Standard, consiguió recaudar 25.000 libras para el Royal Marsden Hospital de Cáncer.
A los 18 años, decidió recorrer Estados Unidos desde Nueva York hasta Los Ángeles. Al esfuerzo físico que supone caminar tantos kilómetros diarios, se añadía el trabajo de programación y administración. El patrocinador exigía la atención de los medios de comunicación a lo largo de la ruta, organizando eventos de relaciones públicas que requerían horas de entrevistas y asistencia a recepciones públicas al final de cada día. 
A los 21 años inició el recorrido de Australia, 5200 kilómetros en total a razón de 80 kilómetros diarios, entre Sídney y Perth, invirtiendo 95 días, batiendo el registro de los hombres que habían hecho anteriormente esta ruta. Sufrió severas ampollas en los pies pero estaba decidida a no abandonar. Escribió sobre este viaje en su libro Pies de barro.
El 2 de abril de 1991, dejó Ciudad del Cabo, Sudáfrica y recorrió 16.900 km, cruzando 13 países de África antes de llegar a Tánger, Marruecos dos años más tarde el 1 de septiembre de 1993. Durante los cinco meses de viaje en Zaire, después de una revuelta, ella y su equipo de soporte fueron detenidos y tuvieron que ser evacuados por la Legión Extranjera francesa. Pudo regresar a África central unas semanas después de la evacuación y continuar la ruta desde el mismo lugar. En el tramo del Sáhara, tuvo que dar un rodeo de 4000 km para evitar una zona de guerra. Logró llegar a Tánger donde fue recibida por los medios de comunicación internacionales. El viaje aumentó la conciencia de Survival International, una organización que ayuda a proteger la vida de las tribus amenazadas. Escribió sobre este viaje en su libro A pie por África.
En abril de 1994, comenzó en Algeciras la ruta europea. Atravesó España y Francia hasta llegar a Calais y cruzando el Canal de la Mancha llegó a Dover, en Gran Bretaña. Entonces completó los últimos 1300 km caminando desde Dover a John o'Groats acompañada por un grupo de jóvenes de Raleigh Internacional. Llegó a John O'Groats, de donde había partido 11 años atrás, el 14 de octubre de 1994.
Después de un periodo en el hospital para someterse a una operación, volvió a América por su propia satisfacción personal, para recorrer a pie un tramo que le había quedado pendiente en su viaje anterior debido a una enfermedad. Escribió sobre aquel viaje en su libro final, La Historia Completa. Los medios de comunicación la criticaron y castigaron por su honestidad.

## Libros
- La Historia Completa. ISBN 0-7528-0988-1
- A pie por África. ISBN 1-85797-946-X
- Pies de barro: A pie por Australia. ISBN 0-434-10692-5
- El Cazador-Recolector. ISBN 978-0-9575408-0-4